# Monochamus grandis
Monochamus grandis is een keversoort uit de familie van de boktorren (Cerambycidae). De wetenschappelijke naam van de soort werd in 1881 gepubliceerd door Charles Owen Waterhouse.